# José Evaristo Uriburu
José Evaristo Uriburu (né à Salta, le 19 novembre 1831- mort à Buenos Aires, le 23 octobre 1914). Avocat et homme politique argentin, qui occupa la présidence de la République entre le 23 janvier 1895 et le 12 octobre 1898.

## Biographie
Il fut un diplomate prestigieux qui participa comme arbitre aux négociations de paix de la Guerre du Pacifique entre le Chili et la Bolivie.
Il assuma la présidence de l'Argentine en 1895 à la suite de la démission de Luis Sáenz Peña, dont il était vice-président.